# Karl Bülowius
Karl Robert Max Bülowius (Königsberg, 2 marzo 1890 – Camp Forrest, 27 marzo 1945) è stato un generale tedesco.

## Biografia

### I primi anni
Karl Bülowius nacque il 2 marzo 1890 a Königsberg. Egli aderì all'esercito tedesco nel 1908 divenendo ufficiale cadetto del reparto di ingegneria, venendo promosso al rango di Luogotenente dall'anno successivo.

### La prima guerra mondiale ed il periodo tra le due guerre
Bülowius prese parte alla prima guerra mondiale come geniere in Europa ed in Palestina. Durante il 1918 (ultimo anno della guerra), Bülowius venne elevato al rango di Capitano. La prima guerra mondiale terminò sei mesi dopo, l'11 novembre, con la sconfitta della Germania e dei suoi alleati ed a questo punto egli decise di abbandonare l'esercito il 31 dicembre 1920 in opposizione al decreto del Trattato di Versailles che limitava fortemente l'esercito tedesco. Ad ogni modo, Bülowius ritornò in servizio quattro anni dopo (durante l'età d'oro della Repubblica di Weimar) e prestò servizio nuovamente nei reparti di genieri e nella cavalleria sino all'inizio degli anni '30.

### La seconda guerra mondiale
Allo scoppio della seconda guerra mondiale egli ottenne il comando del Oberbaustab X. Bülowius divenne ufficiale comandante del reparto dei genieri (Pionierführer) dell'8. armee dal 26 ottobre 1939. Il successo procuratogli da questo incarico lo portò al passaggio alla 9. Armee dal 15 maggio 1940. Trasferito quindi in Nord Africa, Bülowius ottenne il comando dei genieri della Panzerarmee Afrika dal 25 ottobre 1942. Tra il 17 ed il 25 febbraio 1943 fu comandante dell'intero gruppo. Bülowius mantenne la posizione di comando anche nella divisione von Manteuffel dall'aprile 1943 sino a quando non venne catturato il mese successivo.
Catturato dalle truppe statunitensi il 9 maggio 1943 sul finire della campagna nordafricana che terminò il 16 maggio di quell'anno, Bülowius terminò così la propria carriera nell'esercito tedesco venendo deportato in America nel campo di prigionia di Camp Forrest nel Tennessee ove si suicidò il 27 marzo 1945.

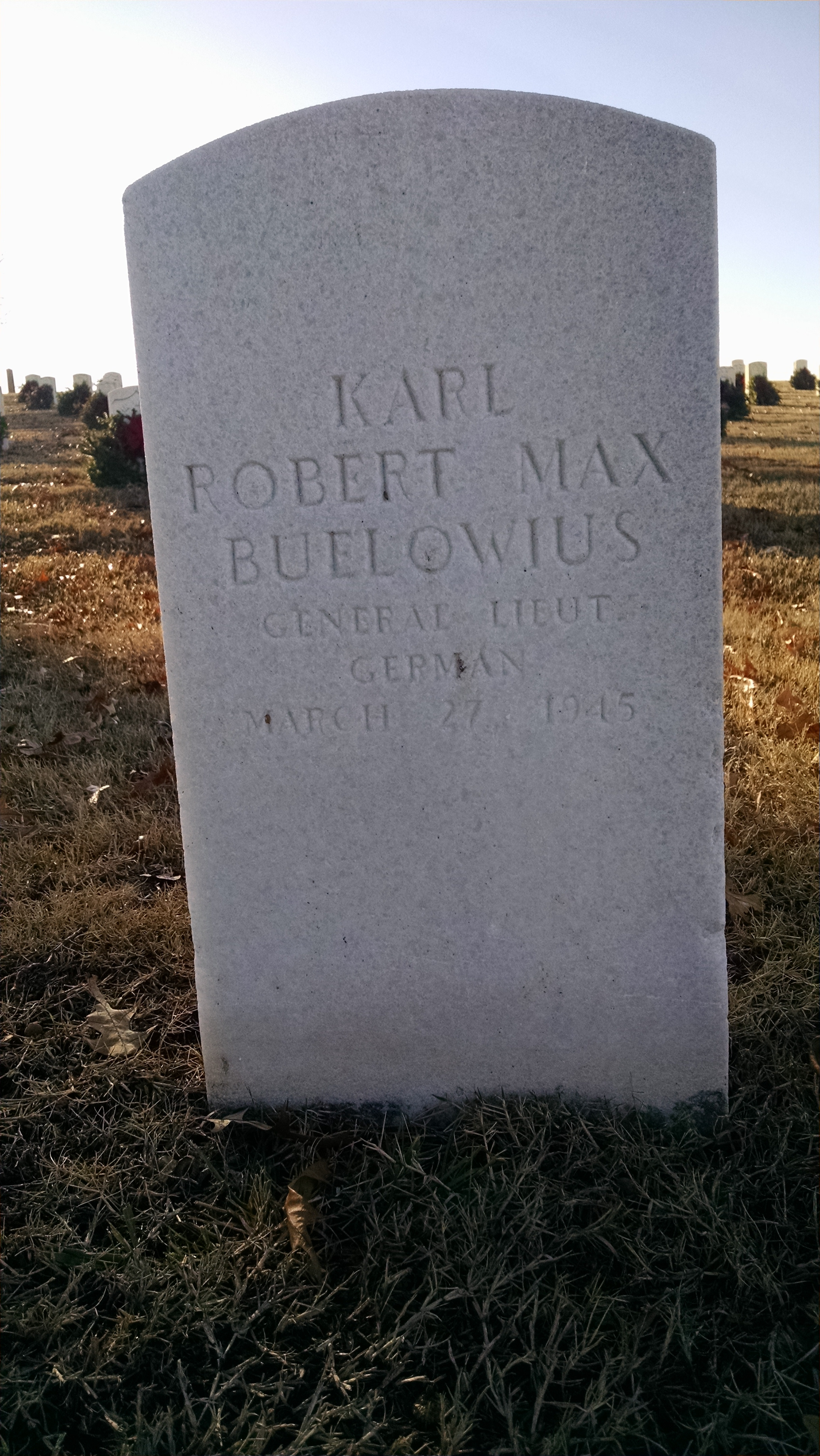
Lapide del Generalleutnant Bülowius al Chattanooga National Cemetery.